# Diócesis de Paisley
La diócesis de Paisley (en latín: Dioecesis Pasletana y en inglés: Roman Catholic Diocese of Paisley) es una circunscripción eclesiástica de la Iglesia católica en el Reino Unido. Se trata de una diócesis latina, sufragánea de la arquidiócesis de Glasgow. Desde el 8 de febrero de 2014 su obispo es John Keenan.

## Territorio y organización
La diócesis tiene 580 km² y extiende su jurisdicción sobre los fieles católicos de rito latino residentes en parte de Escocia, en las áreas administrativas de Renfrewshire, East Renfrewshire e Inverclyde.
La sede de la diócesis se encuentra en la ciudad de Paisley, en donde se halla la Catedral de San Mirin.
En 2023 en la diócesis existían 33 parroquias agrupadas en 3 decanatos: St Mirin's, St Mary's y St John's.

## Historia
La diócesis fue erigida el 25 de mayo de 1947 mediante la bula Maxime interest del papa Pío XII, obteniendo el territorio de la arquidiócesis de Glasgow.
El 8 de noviembre de 1952 se instituyó el cabildo catedralicio mediante la bula Est in antiquo del papa Pío XII.
El 16 de septiembre de 2010 la diócesis recibió la visita del papa Benedicto XVI.

## Estadísticas
Según el Anuario Pontificio 2024 la diócesis tenía a fines de 2023 un total de 88 970 fieles bautizados.
| Año                                                                             | Población            | Población | Población      | Sacerdotes | Sacerdotes    | Sacerdotes    | Bautizados por sacerdote | Diáconos permanentes | Religiosos | Religiosos | Parroquias |
| Año                                                                             | Bautizados católicos | Total     | % de católicos | Total      | Clero secular | Clero regular | Bautizados por sacerdote | Diáconos permanentes | Varones    | Mujeres    | Parroquias |
| ------------------------------------------------------------------------------- | -------------------- | --------- | -------------- | ---------- | ------------- | ------------- | ------------------------ | -------------------- | ---------- | ---------- | ---------- |
| 1950                                                                            | 69 371               | 288 600   | 24.0           | 69         | 69            |               | 1005                     |                      | 8          | 96         | 22         |
| 1969                                                                            | 80 300               | 356 800   | 22.5           | 105        | 93            | 12            | 764                      |                      | 15         | 122        | 28         |
| 1980                                                                            | 89 259               | 314 501   | 28.4           | 80         | 70            | 10            | 1115                     |                      | 12         | 126        | 33         |
| 1990                                                                            | 84 825               | 314 000   | 27.0           | 78         | 72            | 6             | 1087                     |                      | 7          | 107        | 35         |
| 1999                                                                            | 79 429               | 342 000   | 23.2           | 75         | 73            | 2             | 1059                     |                      | 7          | 70         | 36         |
| 2000                                                                            | 79 429               | 342 000   | 23.2           | 76         | 73            | 3             | 1045                     |                      | 11         | 63         | 36         |
| 2001                                                                            | 79 400               | 342 000   | 23.2           | 72         | 70            | 2             | 1102                     |                      | 8          | 56         | 36         |
| 2002                                                                            | 79 400               | 342 000   | 23.2           | 71         | 68            | 3             | 1118                     |                      | 13         | 46         | 36         |
| 2003                                                                            | 79 400               | 342 000   | 23.2           | 73         | 70            | 3             | 1087                     |                      | 9          | 38         | 36         |
| 2004                                                                            | 79 400               | 342 000   | 23.2           | 74         | 71            | 3             | 1072                     |                      | 11         | 38         | 35         |
| 2013                                                                            | 89 300               | 375 700   | 23.8           | 57         | 57            |               | 1566                     | 7                    |            | 36         | 33         |
| 2016                                                                            | 88 600               | 372 800   | 23.8           | 44         | 44            |               | 2013                     | 8                    |            | 10         | 33         |
| 2019                                                                            | 90 600               | 378 100   | 24.0           | 44         | 44            |               | 2059                     | 6                    | 5          | 30         | 33         |
| 2021                                                                            | 87 940               | 381 480   | 23.1           | 40         | 40            |               | 2198                     | 8                    |            |            | 33         |
| 2023                                                                            | 88 970               | 374 365   | 23.8           | 38         | 38            |               | 2341                     | 7                    |            |            | 33         |
| Fuente: Catholic-Hierarchy, que a su vez toma los datos del Anuario Pontificio. |                      |           |                |            |               |               |                          |                      |            |            |            |

## Episcopologio
- James Black † (28 de febrero de 1948-29 de marzo de 1968 falleció)
- Stephen McGill, P.S.S. † (25 de julio de 1968-8 de marzo de 1988 retirado)
- John Aloysius Mone † (8 de marzo de 1988-7 de octubre de 2004 retirado)[nota 1]
- Philip Tartaglia † (13 de septiembre de 2005-24 de julio de 2012 nombrado arzobispo de Glasgow)
- John Keenan, desde el 8 de febrero de 2014